# Окуловский
Окуловский — заброшенный посёлок в Каменском сельском поселении (до 2021 года в городском поселении) Мезенского района Архангельской области.

## География
Расположен на левом берегу реки Мезень.

## История
В 1871 году промышленник Н. И. Русанов построил в устье Мезени четырёхрамный лесопильный завод. При этом заводе вырос посёлок. В документах он именовался как посёлок завода № 49.
27 декабря 1927 года посёлок получил статус посёлка городского типа и название Окуловский. К 1 января 1933 года в нём жило 5,8 тыс. жителей. Однако в скором времени было решено перенести производство и переселить жителей в расположенную рядом Каменку.
7 января 1936 года посёлок Окуловский стал сельским населённым пунктом.
С 2014 года изменено название и статус: деревня Окуловское стала посёлком Окуловский

## Население
| 1926 | 2002 | 2010 | 2012 |
| ---- | ---- | ---- | ---- |
| 1200 | ↘16  | ↘2   | ↘0   |

### Карты
- Окуловский. Публичная кадастровая карта